# VDL Futura
VDL Futura — серия туристических автобусов, выпускающихся нидерландской компанией VDL Bus & Coach с 1982 года. С 1999 по 2011 год автобус выпускался компанией Bova под индексом Magiq.

## Bova Futura
Bova Futura впервые был представлен в сентябре 1982 года. От базовой модели автобус отличался, прежде всего, выпуклой аэродинамической передней частью.
В разные периоды автобус модернизировался: 
- В 1988 году круглые фары уступили место прямоугольным.
- С 1999 года использовались тройные четырёхугольные круглые фары с расположенными рядом уменьшенными в размерах указателями поворота в нижних углах.
- С 2007 года передние фары и указатели поворота сдвинуты ближе друг к другу.

В 2010 году автобус прошёл рестайлинг. С появлением модели VDL Futura 2 автобус назывался VDL Futura Classic.

### Галерея

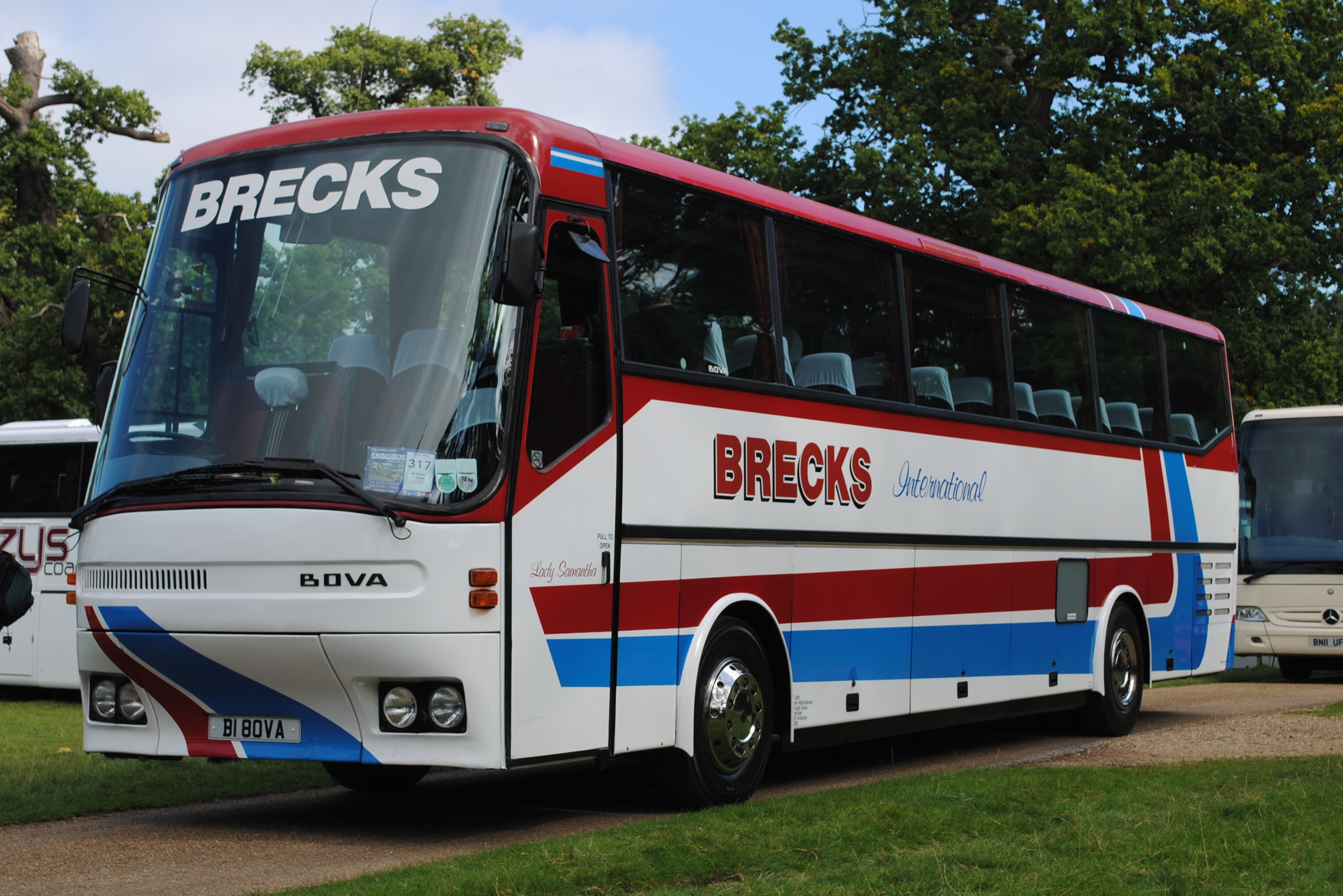
Bova Futura FHD12 (1986)
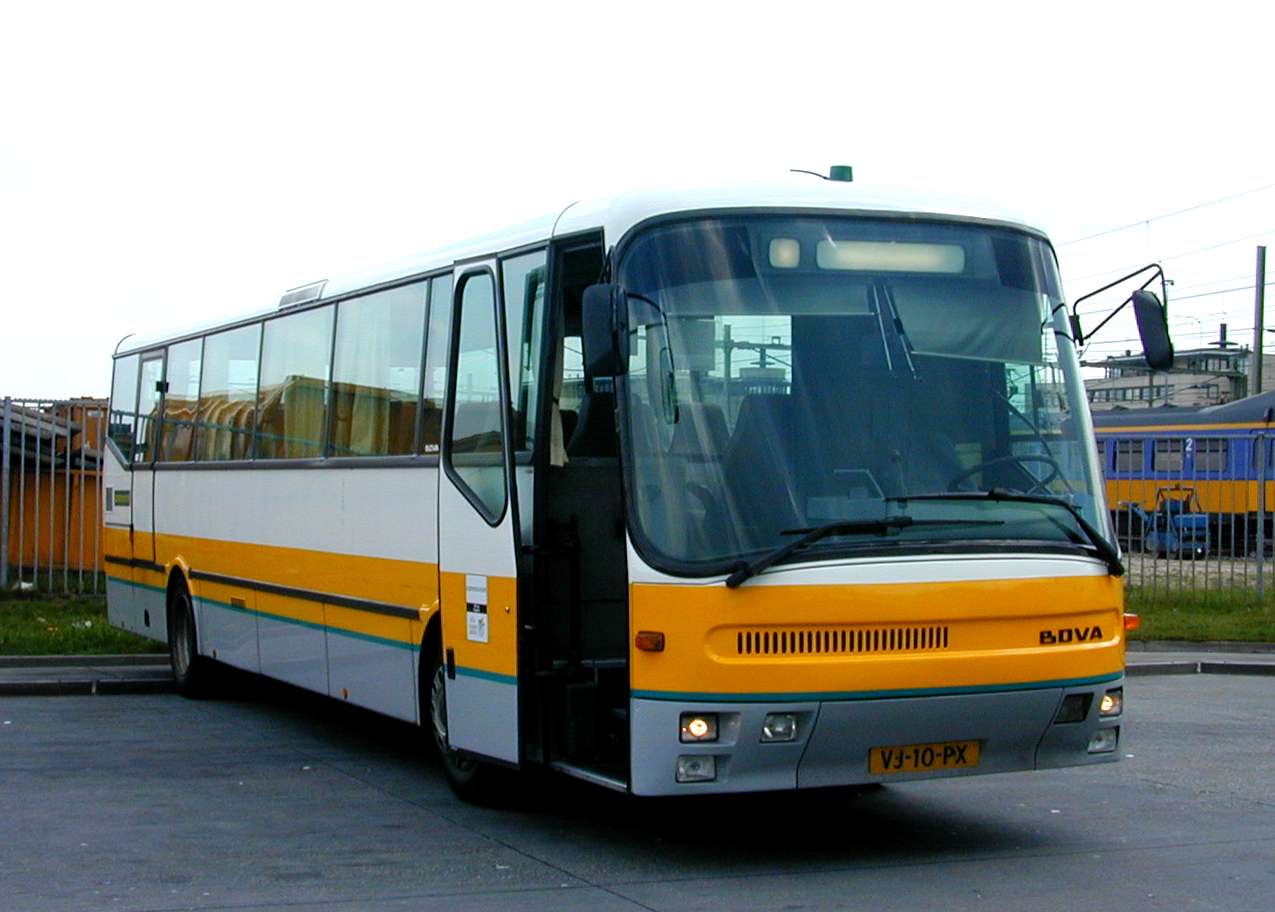
Bova Futura FVD12 (1990)
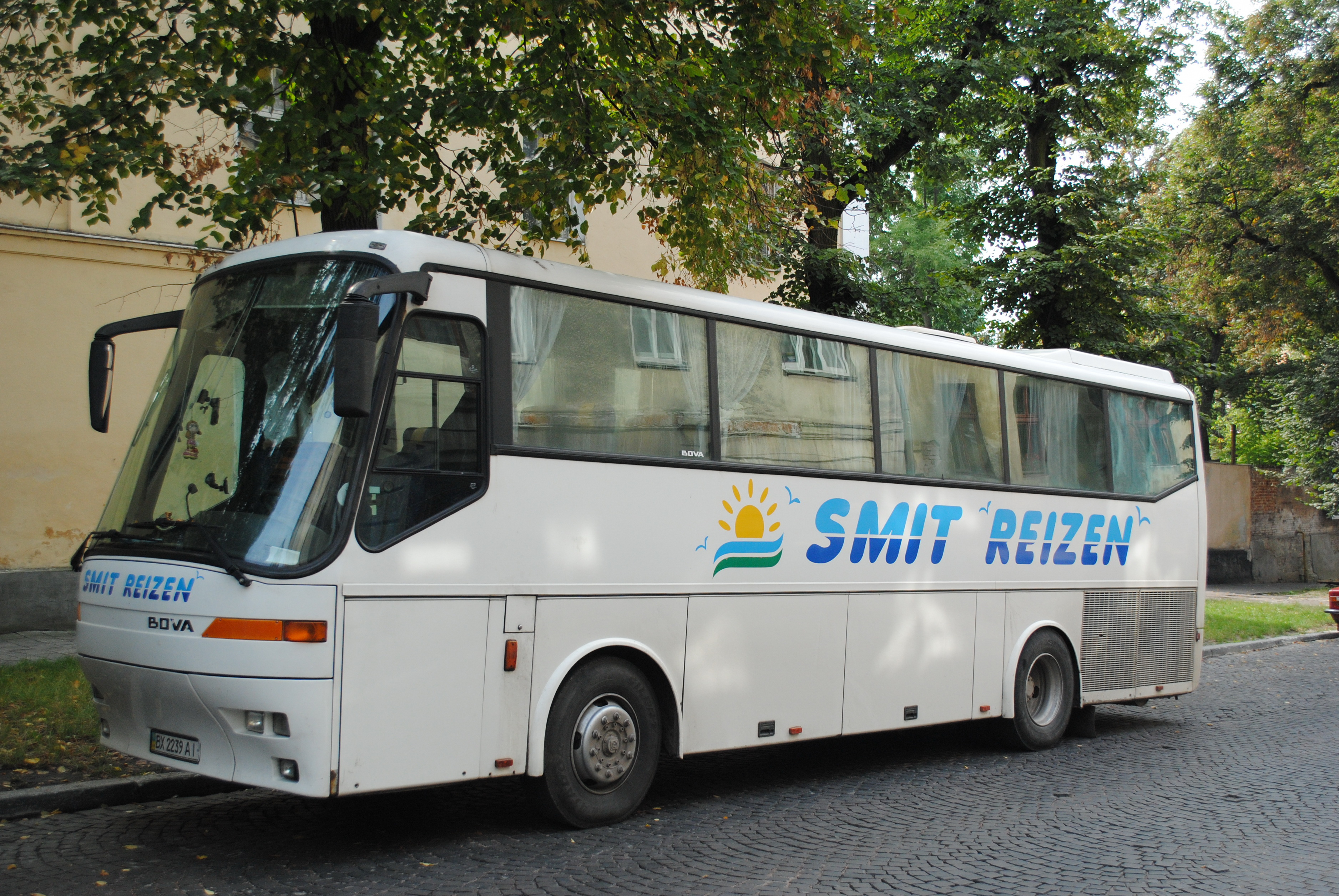
Bova Futura FHD10 (1990—1999)
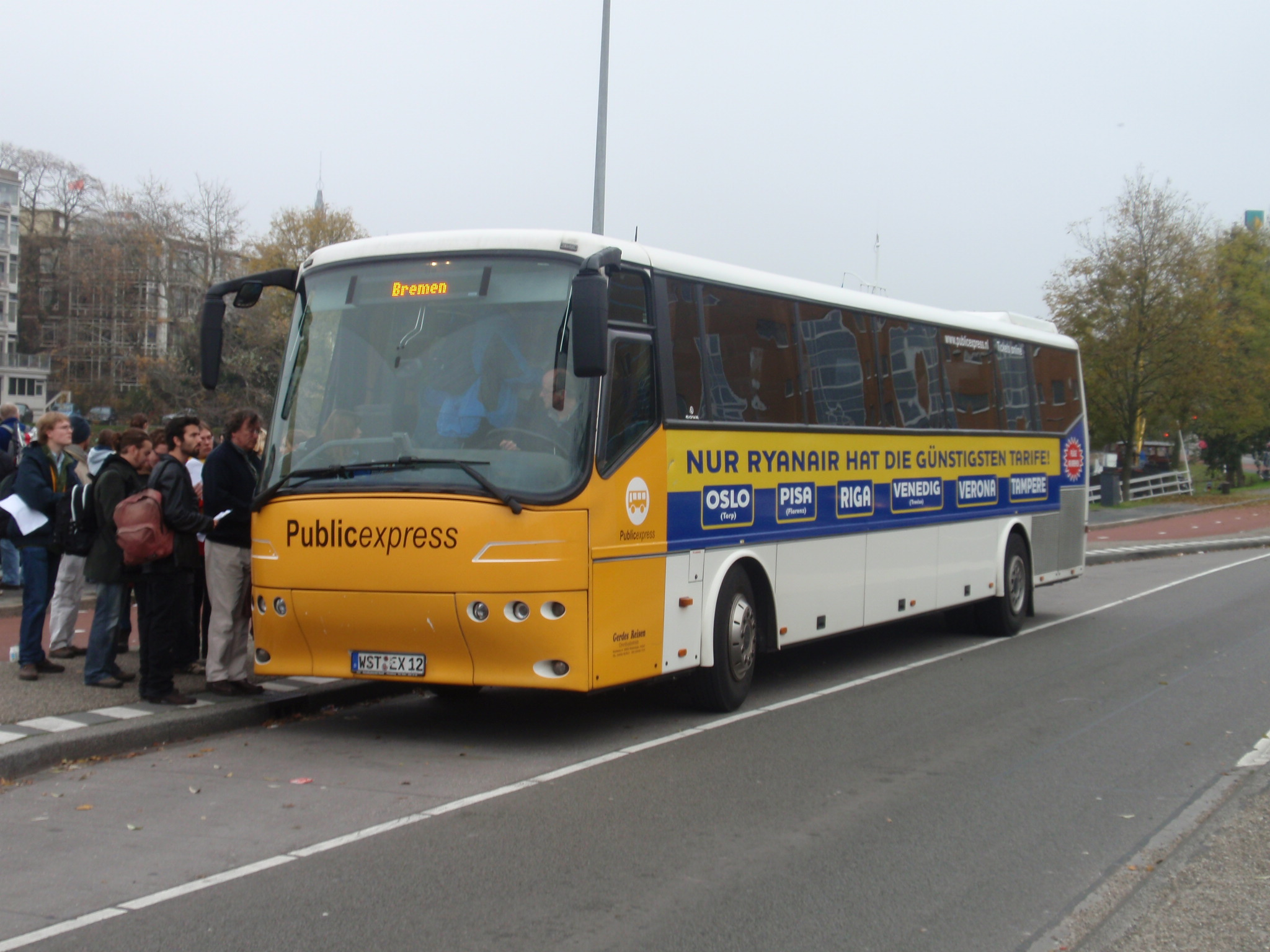
Bova Futura FLD13 (1999—2007)
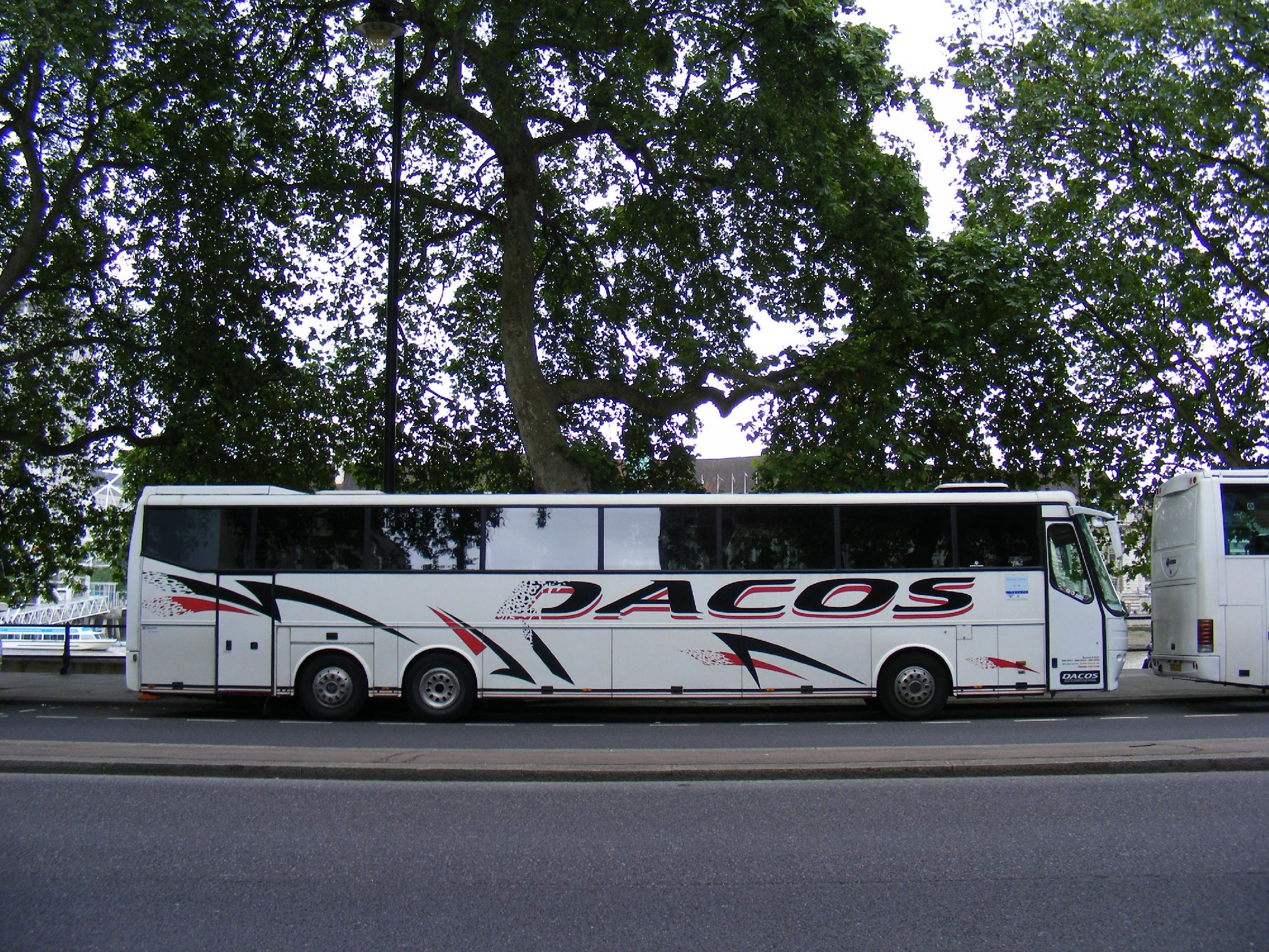
Bova Futura Magnum FHD15 (1999—2007)
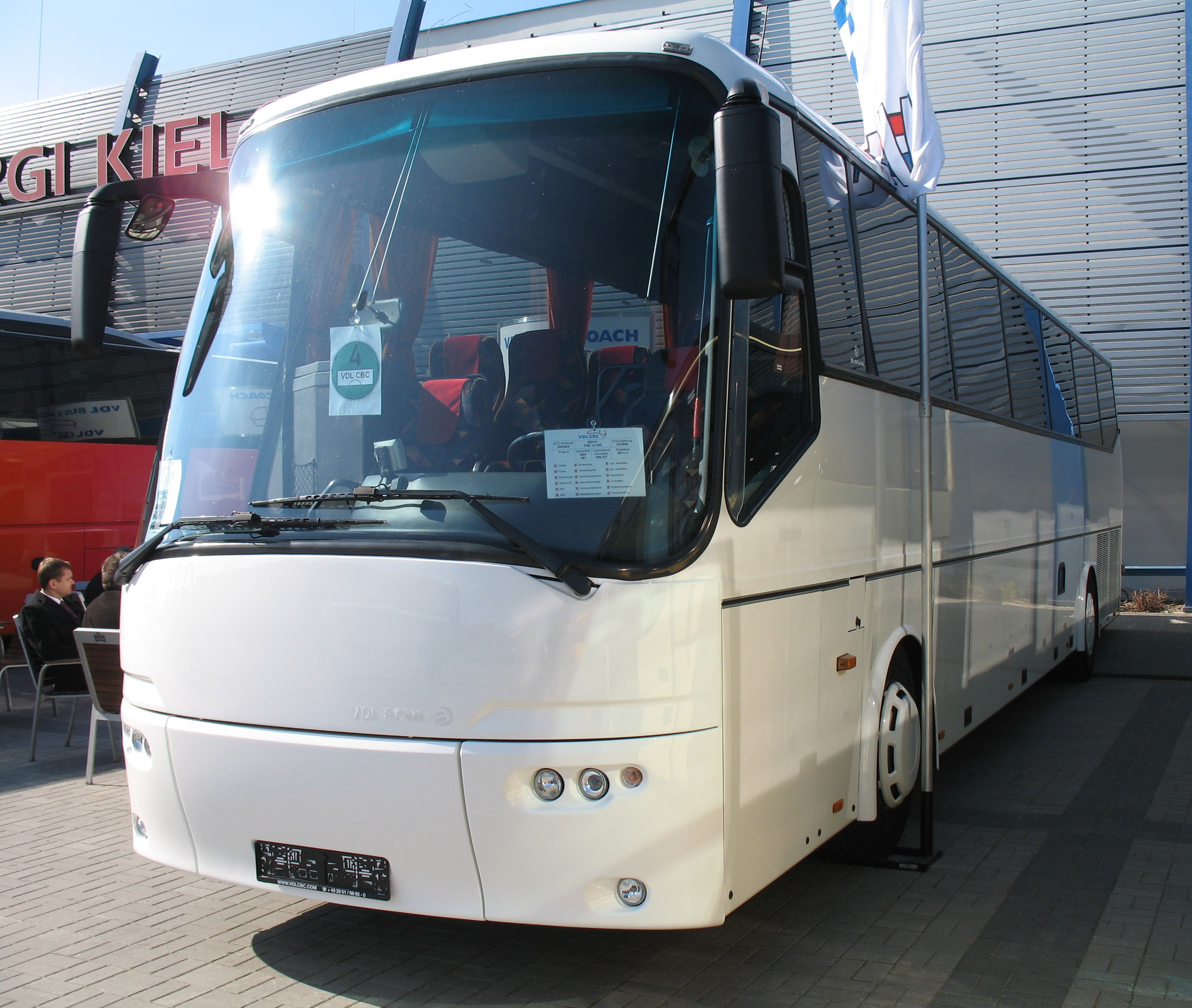
Bova Futura FHD127 (рестайлинг 2007 года)

## Bova Magiq
Автобус Bova Magiq выпускался с 1999 по 2011 год компанией Bova. От базовой модели автобус отличается плоской передней и округлой задней частью.
Первоначально в семейство входили двухосные модели (XHD120 и XHD122), а в 2006 году индекс модели изменился на MHD, и в семейство стали входить трёхосные модели (MHD131, MHD139 и MHD148). В 2007 году автобус прошёл рестайлинг. Максимальная скорость составляла 125 км/ч.
Испытания модели проходили в Китае. Мощность двигателя 375 л. с.

### Галерея

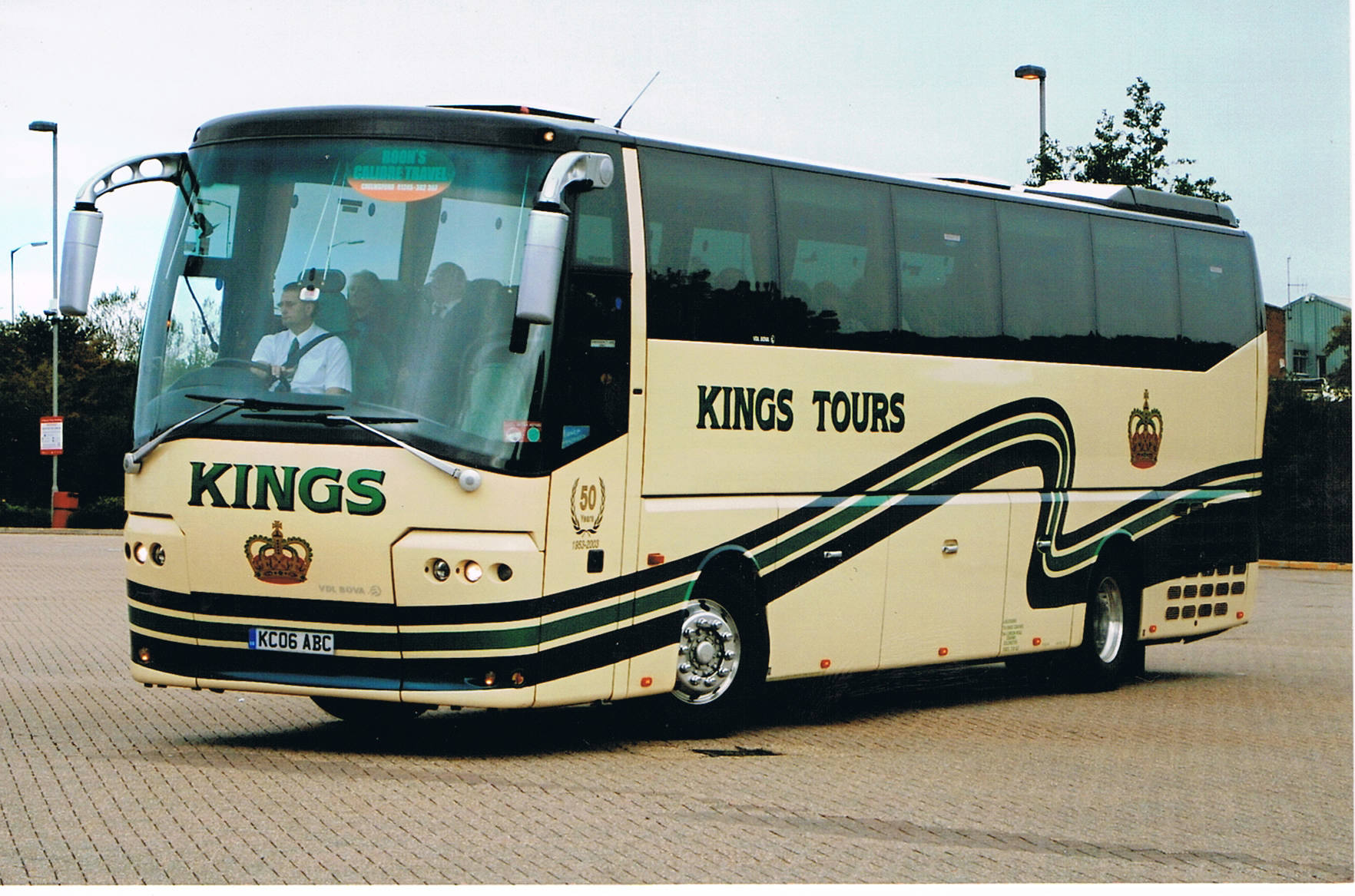
Bova Magiq XHD122 (2006)
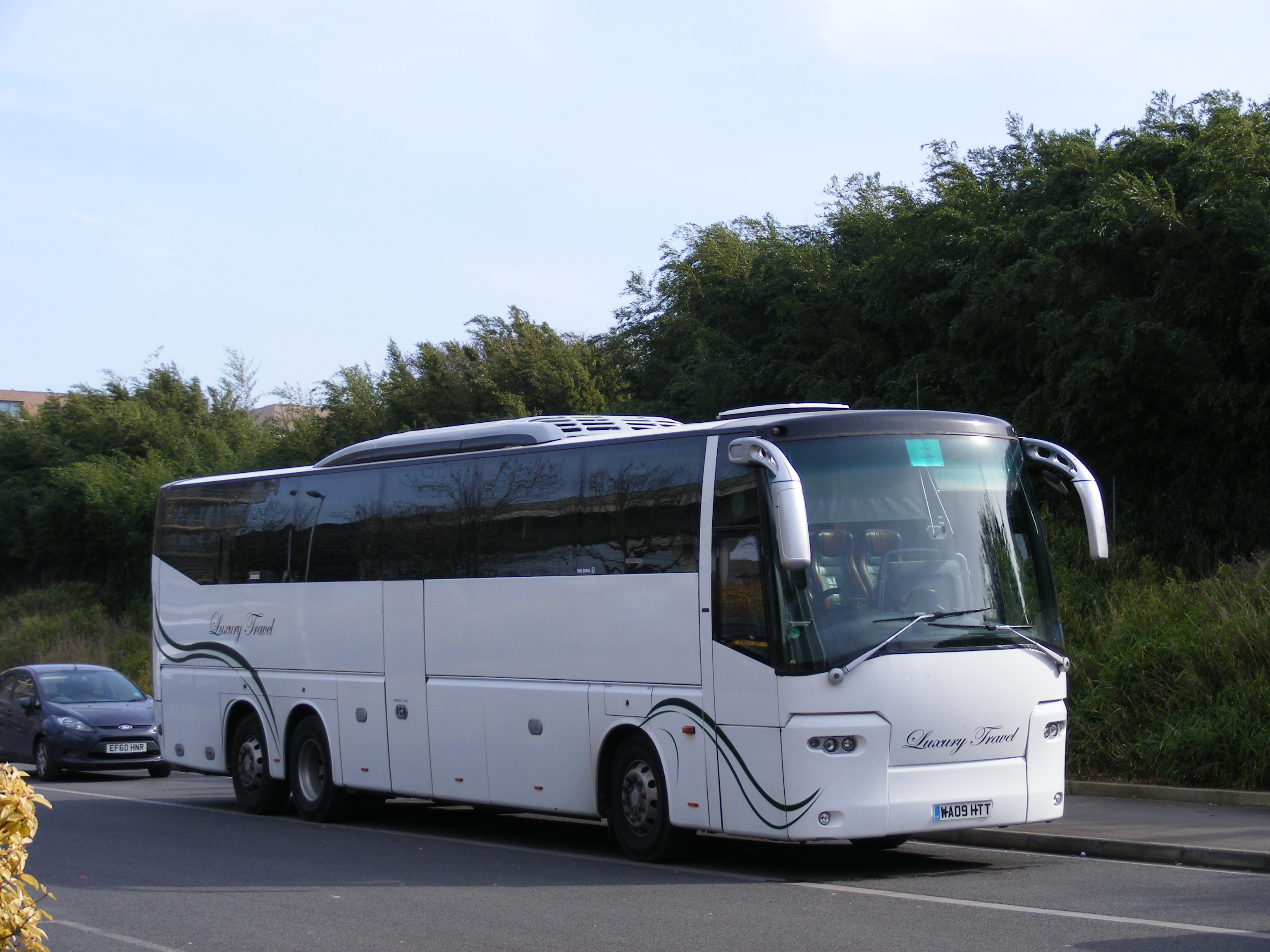
Bova Magiq MHD131 (2009)

## VDL Futura 2
VDL Futura 2 является рестайлингом автобуса VDL Futura. Выпускается с 7 сентября 2010 года. 29 августа 2011 года автобус получил премию International Coach of the Year 2012.
С 2015 года в модельный ряд входит двухэтажный автобус VDL Futura FDD2.

## Модификации

### Междугородные
- VDL Futura FMD2-129 — 12,9 м.

- VDL Futura FMD2-135 — 13,5 м.

### Туристические
- VDL Futura FHD2-106 — 10,6 м.
- VDL Futura FHD2-122 — 12,2 м.
- VDL Futura FHD2-129 — 12,9 м.
- VDL Futura FHD2-131 (6x2) — 13,1 м.
- VDL Futura FHD2-135 — 13,5 м.
- VDL Futura FHD2-139 (6x2) — 13,9 м.
- VDL Futura FHD2-148 (6x2) — 14,8 м.

### Двухэтажные
- VDL Futura FDD2-130 (6x2) — 13,0 м.
- VDL Futura FDD2-141 (6x2) — 14,1 м.

## Двигатели
В разные периоды автобусы VDL Futura оснащаются двигателями DAF, а опционально — Mercedes-Benz. С 1994 года в моторную гамму входили двигатели Cummins и MAN. С появлением выбросов Евро-3 в 2000 году двигатели были исключены из моторной гаммы.

## Галерея

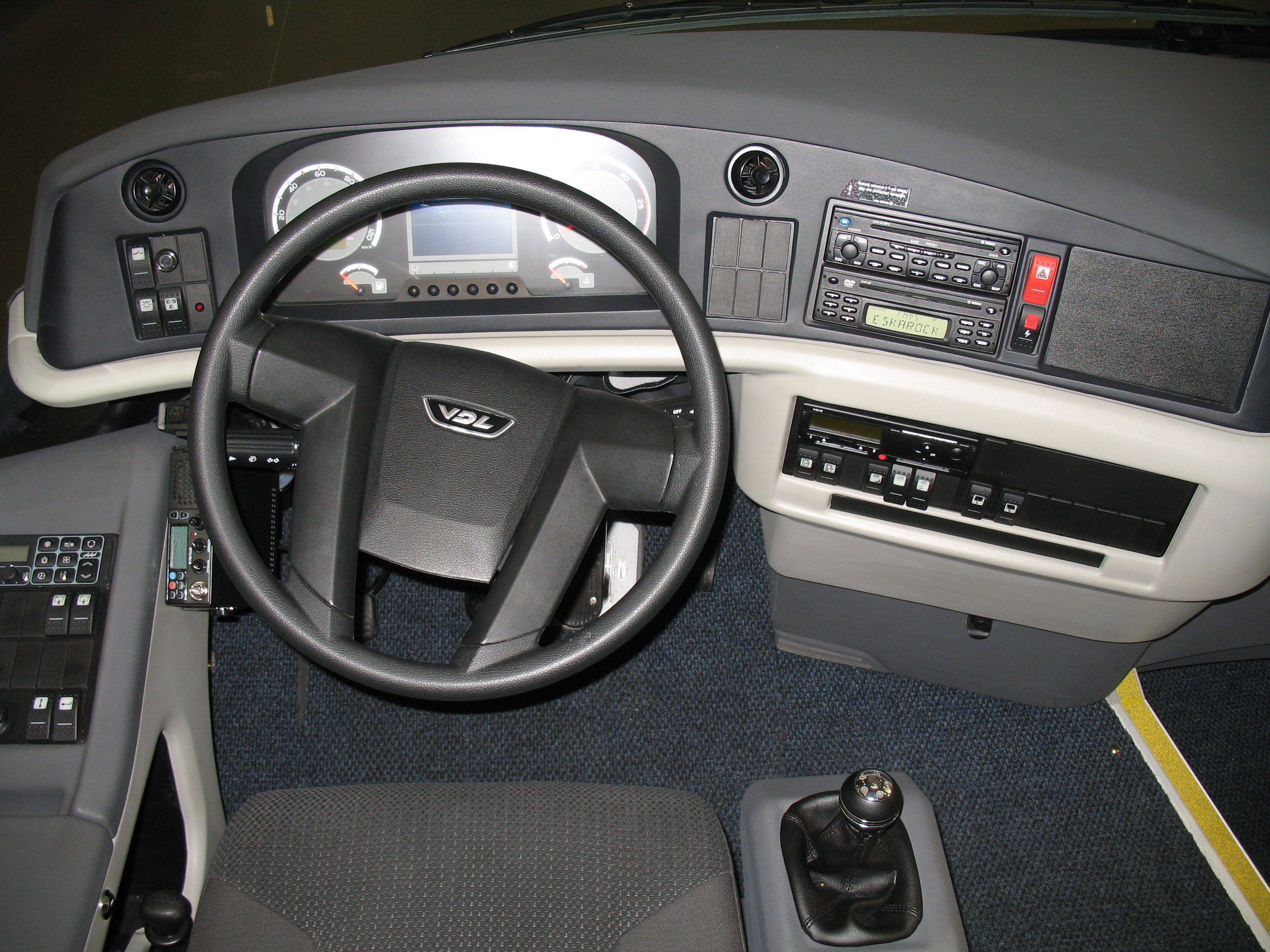
Место водителя
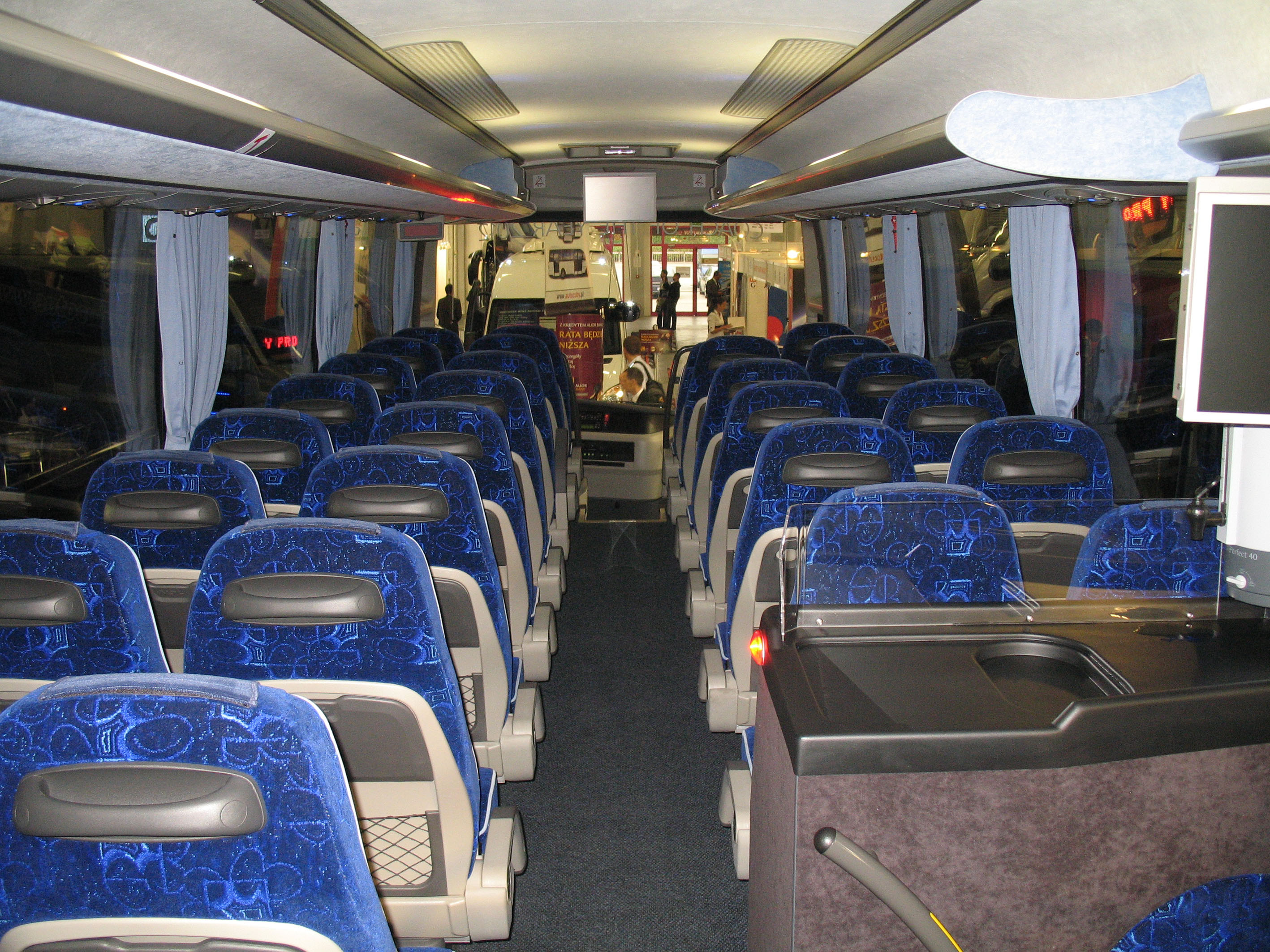
Салон, вид вперёд
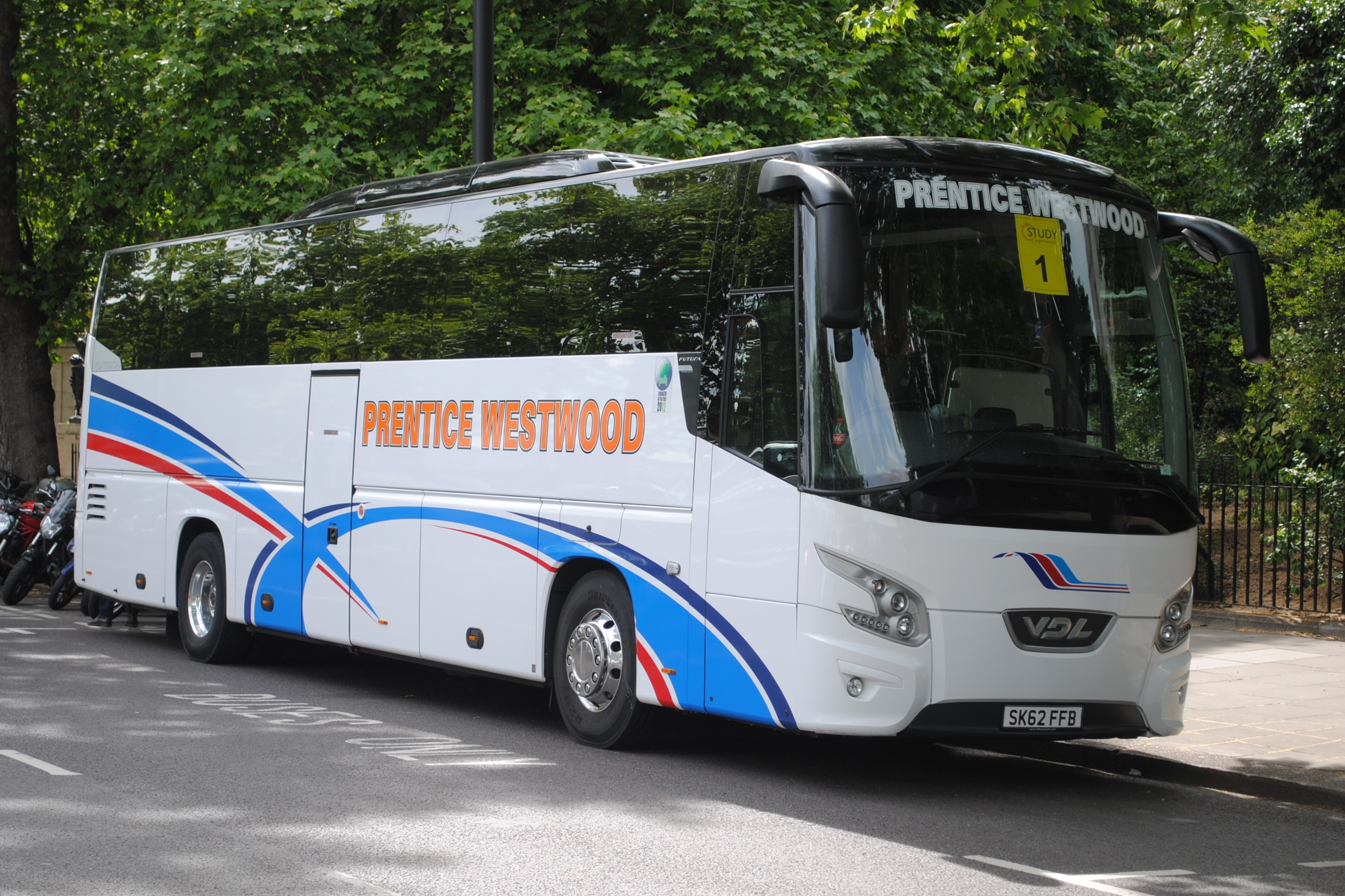
VDL Futura FHD2-122 (2012)
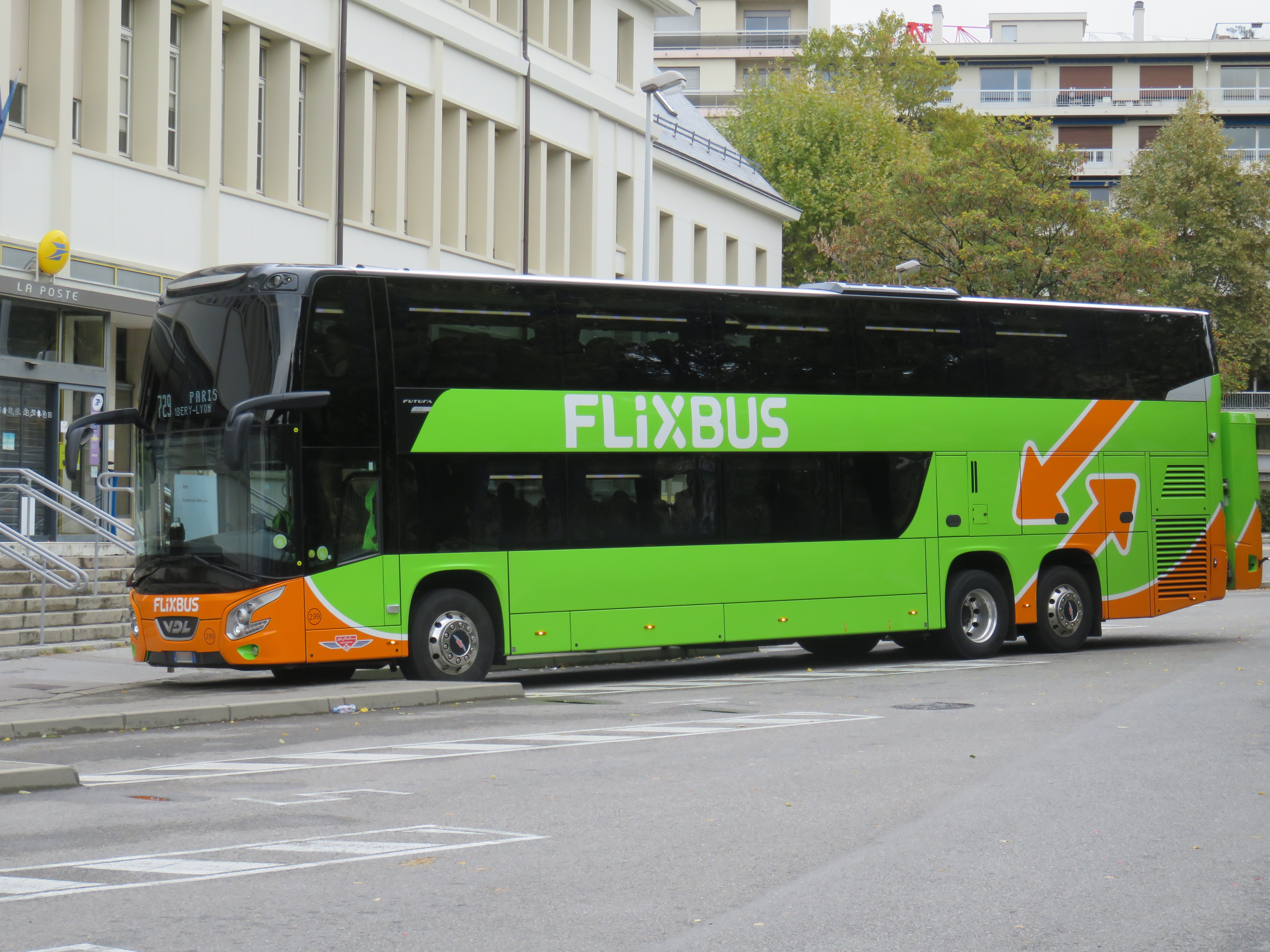
VDL Futura FDD2-141 (2015)
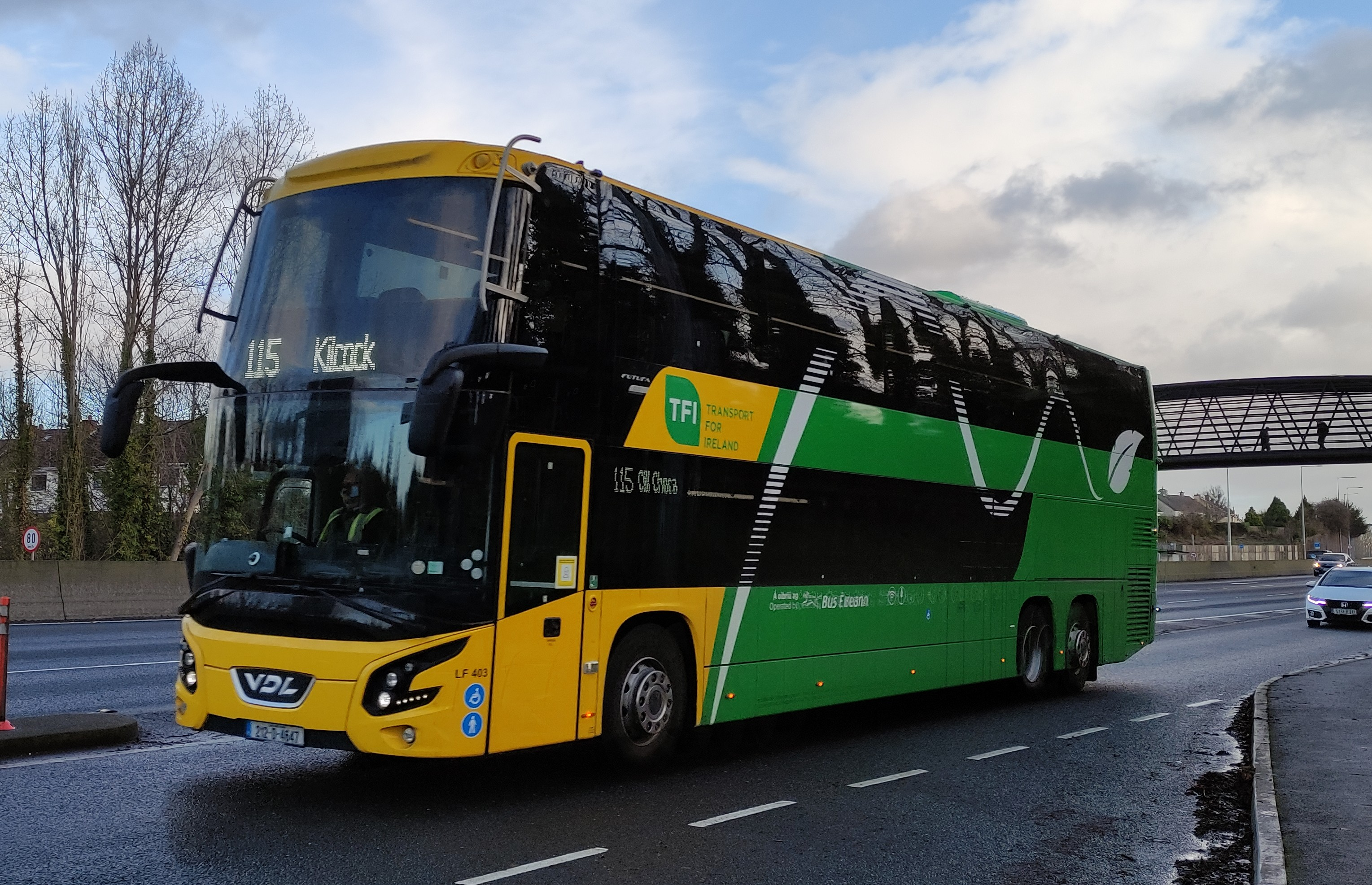
Éireann RHD Futura (2015)